# Lijst van beelden in Coevorden
Dit is een (onvolledige) chronologische lijst van beelden in Coevorden. Onder een beeld wordt hier verstaan elk driedimensionaal kunstwerk in de openbare ruimte van de Nederlandse gemeente Coevorden, waarbij beeld wordt gebruikt als verzamelbegrip voor sculpturen, standbeelden, installaties, gedenktekens en overige beeldhouwwerken.
De oudste beelden in de gemeente werden gemaakt door August Falise, beide hebben te maken met de geschiedenis van de stad Coevorden. Het oudste (1925) is dat van Mijndert van der Thijnen, een schoolmeester die samen met Carl von Rabenhaupt plannen maakte om Coevorden weer op de bisschop van Münster te veroveren.
Het tweede is dat van de in Coevorden geboren gouverneur-generaal Joannes Benedictus van Heutsz. De buste van Van Heutz werd op 8 juli 1933 door prins Hendrik onthuld.
Voor een volledig overzicht van de beschikbare afbeeldingen zie: Beelden in Coevorden op Wikimedia Commons.
| Geplaatst | Omschrijving                           | Kunstenaar                | Straat                              | Plaats         | Materiaal                 | Afbeelding |
| --------- | -------------------------------------- | ------------------------- | ----------------------------------- | -------------- | ------------------------- | ---------- |
| 1925      | Mijndert van der Thijnen               | August Falise             |                                     | Coevorden      | natuursteen               |            |
| 1933      | Buste Van Heutsz                       | August Falise             | Het Kasteel                         | Coevorden      | brons                     |            |
| 1938      | Wapen van Sleen                        | Gerlof Bontekoe - ontwerp | Voormalig gemeentehuis              | Sleen          | natuursteen               |            |
| 1948      | De Ziener                              | Willem Valk               | Voormalig gemeentehuis              | Sleen          | natuursteen               |            |
| 1949      | Verzetsmonument                        | Bas Galis                 | Van Heutzpark, hoek Churchilllaan   | Coevorden      | natuursteen               |            |
| 1957      | zonder titel (reliëf)                  | Auguste Manche            | Huishoudschool                      | Coevorden      | mozaïek-beton             |            |
| 1968      | De Drie Podagristen                    | Charles Hammes            |                                     | Coevorden      | brons                     |            |
| 1971      | Naakt meisje lopend tussen korenhalmen | Wladimir de Vries         |                                     | Zweeloo        | natuursteen               |            |
| 1976      | Fontein van bladeren                   | Onno de Ruijter           | Hoofdstraat                         | Dalen          | koper?                    |            |
| 1978      | Ganzen Geesje                          | Johan Sterenberg          | Markt                               | Coevorden      | brons                     |            |
| 1981      | Jan Naarding                           | Gerrit Santing            | Brink                               | Sleen          | brons                     |            |
| 1982      | Trambaankruising                       | Paul Hulstkamp            | Burg. De Kockstraat/Edveensweg      | Oosterhesselen | Roestvast staal           |            |
| jaren 80? | Plaquette Albert van Giffen            | Marinus Kutterink         | bij de Papeloze kerk                | Schoonoord     | brons op zwerfsteen       |            |
| 1993      | Waterzwaard                            | Adri de Fluiter           | Alte Picardiekanaal                 | Coevorden      | staal en gelamineerd hout |            |
| 1993      | Phyllotaxis                            | Sjoerd Buisman            | bij gemeentehuis                    | Coevorden      | brons                     |            |
| 1997      | De Trambaankruising                    | Paul Hulskamp             | Edveensweg                          | Oosterhesselen | rvs                       |            |
| 2000      | Drie gebogenen                         | Wim Klabbers              | Edveenseweg                         | Oosterhesselen | staal                     |            |
| 2001      | De Gaslantaarnaansteker                | Jan Krikke                | Spoorsingel                         | Coevorden      | brons                     |            |
| 2001      | She lost her head                      | Bastiaan de Groot         |                                     | Coevorden      | natuursteen               |            |
| 2003      | Le Pont Perdu                          | Joost Barbiers            |                                     | Wezuperbrug    | natuursteen               |            |
| 2004      | Blick in den stein                     | Joachim Karbe             | Sleenerzand                         | Schoonoord     | zwerfstenen               |            |
| 2004      | Handreiking                            | Willem Kind               | Berkenlaan, hoek Coevorderstraatweg | Geesbrug       | rvs                       |            |
| 2005      | Drentse poort                          | Rob Schreefel             | Leeuwerikenveld                     | Coevorden      | zwerfstenen               |            |
| 2006      | The same but different                 | Richard Deacon            | Langs de N381                       | Noord-Sleen    |                           |            |
| 2007      | De Hooghe Aelder                       | Nico Kamberg              | Sleenerzand                         | Oud-Aalden     | rvs                       |            |